# Raymond Poulidor
Raymond Poulidor, ofte med kælenavnet Pou-Pou, (født 15. april 1936 i Masbaraud-Merignat, Frankrig, død 13. november 2019), var en professionel fransk cykelrytter. Da han i Tour de France sluttede som nr. 2 tre gange og nr. 3 fem gange (heriblandt i sin sidste Tour som 40-årig), var han kendt som "den evige toer". På trods af denne vedholdenhed nåede han aldrig at bære den gule trøje en eneste gang i løbet af sine 14 toure (hvoraf han gennemførte de 12).
Hans tragedie var, at han – selvom han selv var en stor cykelrytter – kørte Touren i de samme år som to af de største, Jacques Anquetil og Eddy Merckx. Denne rolle som den underlegne kan dog også have været medvirkende til at gøre ham til tilskuernes yndling.

## Anguetil-årene
Poulidors rivalisering med Anquetil er det stof cykelsportens legender bliver gjort af. Poulidor var en god klatrer, men han havde svært ved at konkurrere med Anquetils styrke i enkeltstarterne. Han mistede flere gange den samlede sejr i Tour de France pga. tab af minutter i tidskørslerne.
Poulidors var i sin kørsel mere aggressiv og angrebsivrig end Anquetil, der foretrak at kontrollere løbet i bjergene og så vinde tid på tidskørslerne. Han blev offentlighedens darling, hvad der generede Anquetil kraftigt. Poulidors opvækst i Sydfrankrig stod også i modsætning til Anquetil, der kom fra den nordlige del.
Hans bedste chance for at slå Anquetil i Touren kom i 1964, hvor den syge Anquetil på næstsidste etape, der sluttede på Puy de Dôme, klarede at snyde Poulidor og køre side om side med ham op ad bjerget. Poulidor, der normalt var den bedste klatrer af de to, indså ikke, at Anquetil ikke havde det specielt godt før den sidste del af stigningen, hvor han næsten nåede at erobre nok tid til at komme i førertrøjen. Den sidste etape var en enkeltstart, som Anquetil vandt komfortabelt.
Det er ofte blevet sagt, at Anquetil foretrak at se Poulidor tabe, frem for at hans selv vandt. I 1965-udgaven af Grand Prix des Nations, som var en tidskørsel for to, blev Poulidor sat sammen med Anquetil. I stedet for at køre efter sejren spillede Anquetil udmattet og kostede dem begge sejren, hvad han senere indrømmede.

## Merckx-årene
Slutningen på Anquetils æra gav Poulidor nogle muligheder for endelig at vinde Tour de France. Uheldigvis for ham fik han hverken chancen i 1967 eller 1968 pga. skader. I 1969 ankom så Eddy Merckx.

## Andre løb
Raymond Poulidor var også en dygtig rytter uden for toursammenhænge. I 1961 i sit første år som professionel vandt han klassikeren Milano-San Remo og det franske mesterskab på landevej. Han vandt også den individuelle tidskørsel i Grand Prix des Nations og Flèche Wallonne i 1963. I 1964 vandt han Vuelta a España, Critérium International og Super Prestige Pernod. I 1966 vandt han så Critérium de Dauphiné Libéré og igen Criterium International. Han havde flere gode optræden i Criterium International, som vandt igen i 1968, 1971 og 1972 og også i Paris-Nice.